# Ante Gelo
Ante Gelo (Zagreb, 12. prosinca 1974.), hrvatski je gitarist, skladatelj i aranžer.

## Životopis
Rođen je u Zagrebu, gdje je završio osnovnu i srednju Glazbenu školu Vatroslav Lisinski u razredu prof. Felix Spillera. Na Sveučilištu za glazbu i izvedbene umjetnosti u Grazu diplomirao je jazz gitaru 2001. godine. Na istom je Sveučilištu 2001. godine upisao magistarski studij kompozicije i aranžiranja. Nakon povratka iz Graza nastupao je na mnogobrojnim koncertima i jazz festivalima u Hrvatskoj, Sloveniji, Italiji, Austriji, Njemačkoj, Mađarskoj, Srbiji, Francuskoj, Brazilu, Australiji, Kini, Skandinaviji i Tajvanu. Tijekom godina nastupao je i na poznatim svjetskim koncertnim pozornicama: L'Olympia u Parizu s Oliverom Dragojevićem i Terezom Kesovijom, Royal Albert Hall u Londonu, Wiener Konzerthaus u Beču, Carnegie Hall u New Yorku i Sydney Opera House s Oliverom Dragojevićem. 
Ante Gelo poznat je i po suradnji s renomiranim hrvatskim i svjetskim glazbenicima: Oliver Dragojević, Arsen Dedić, Gabi Novak, Matija Dedić, Boško Petrović, Nina Badrić, Amira Medunjanin, Tamara Obrovac, Lee Harper, Albert Marsico, David Gazarov, Gino Paoli i brojnim drugim. Piše za brojne orkestre poput Zagrebačke filharmonije, Zagrebačkih solista, Simfonijskog orkestra HRT-a, Berklee World Strings Orchestra, Big Banda HRT-a, Simfonijskog orkestra RTV Slovenije, Vojvođanski Simfonijski orkestar i mnoge druge. Radi i kao jazz edukator na raznim radionicama i seminarima - više godina predavač jazz gitare na seminaru Hrvatske glazbene mladeži u Grožnjanu, Sveučilišta u Rijeci, na Jazzinty seminaru u Novom Mestu, na Makarskom Jazz Festivalu i Zagreb Guitar Festivalu. 
Vodi razne ansamble, a uz to je i član nekoliko jazz bandova poput Amorosi Flashophone Banda, jazz-fusion sastava Combinate i Boilers All Starsa te electric jazz kvarteta Chewbakka 4 (koji se prije zvao Appolo 4).

## Festivali
Nastupa na Zagreb Guitar Festu, Makarska Jazz Festivalu i Novosadskom Jazz Festivalu kao i na festivalima širom svijeta kao što je Berklee Middle Eastern Festival 2019. s Bornom Šercarom je 2015. godine je sudjelovao na Festivalu hrvatske glazbe u Beču.

## Nagrade
Dobitnik je brojnih nagrada i priznanja: 
Porin
- 2004. – kategorija: Najbolja jazz skladba – kao autor za skladbu „Tea for Three“ izvođača Boilers All Starsa (album „Thats It“, nakladnik: Cantus)
- 2006. – kategorija: Najbolji album  - kao glazbeni producent zajedno s Alanom Bjelinskim i Oliverom Dragojevićem za album „Vridilo je“ Olivera Dragojevića  (nakladnik: Aquarius Records)
- 2006. – kategorija: Najbolji aranžman – kao aranžer zajedno s Alanom Bjelinskim i Oliverom Dragojevićem za skladbu „Duša za nju“ Olivera Dragojevića (album „Vridilo je“, nakladnik: Aquarius Records)
- 2006. – kategorija: Najbolja produkcija - kao glazbeni producent zajedno s Alanom Bjelinskim i Oliverom Dragojevićem za album „Vridilo je“ Olivera Dragojevića (nakladnik: Aquarius Records)
- 2009. – kategorija: Najbolji album zabavne glazbe – kao glazbeni producent zajedno sa Sivilotti Walterom, Stipicom Kalogjerom, Nikšom Bratošem, Mucom Softićem, Tihomirom Preradovićem, Mirom Vidovićem i Sašom Lukićem za album „Rebus“ Arsena Dedića (nakladnik: Croatia Records)
- 2009. – kategorija: Najbolji album Božićne glazbe – kao glazbeni producent zajedno s Katarinom Jurić za album„Veselje ti najvešćujem“ grupe Rivers (nakladnik: Aquarius Records)
- 2009. – kategorija: Najbolji aranžman – kao aranžer zajedno s Alanom Bjelinskim za skladbu „Je Suis Malade“ Tereze Kesovije (album „A L'Olympia“, nakladnik: Dallas Records)
- 2010. – kategorija: Najbolji jazz album – kao glazbeni producent zajedno s Matijom Dedićem i Mirom Vidovićem za album „Gabi Novak in Concert – Jazzarella ZKM 2009.“ Gabi Novak (nakladnik: Menart/Morris studio)
- 2010. – kategorija: Najbojlji aranžman – kao aranžer za skladbu „Sve što znaš o meni“ Gabi Novak (album „Gabi Novak in Conert – Jazzarella ZKM 2009.“, nakladnik: Menart/Morris studio)
- 2010. – kategorija: Najbolja produkcija – kao glazbeni producent zajedno s Matijom Dedićem i Mirom Vidovićem za album „Gabi Novak in Conert – Jazzarella ZKM 2009.“ Gabi Novak (nakladnik: Menart/Morris studio)
- 2011. – kategorija: Album godine – kao glazbeni producent zajedno s Nikšom Bratošem, Gibonnijem, Dejanom Oreškovićem, Marijanom Brkićem i Mirom Vidovićem za album „Toleranca“ Gibbonija (nakladnik: Dallas Records)
- 2011. – kategorija: Najbolja produkcija – kao glazbeni producent zajedno s Nikšom Bratošem, Gibonnijem, Dejanom Oreškovićem, Marijanom Brkićem i Mirom Vidovićem za album „Toleranca“ Gibonnija (nakladnik: Dallas Records)
- 2011. – kategorija: Najbolja originalna vokalna ili instrumentalna skladba za kazalište, film i/ili TV) – kao autor zajedno sa Zoranom Brajevićem i Nikšom Sviličićem za skladbu „Vjerujem u anđele“ Olivera Dragojevića (album „Samo da je tu“, nakladnik: Aquarius Records) u filmu „Vjerujem u anđele“ Nikše Sviličića
- 2011. – kategorija: Najbolja skladba jazz glazbe – kao autor zajedno s Bornom Šercarom, Vojkanom Jocićem, Tihomirom Hojsakom i Zvjezdanom Ružićem za skladbu „Kolo“ u izvedbi Borna Šercar';s Jazziana Croatica (album „A Little Book of Notes“, nakladnik: Aquarius Records)
- 2012. – kategorija: Najbolji album pop glazbe – kao glazbeni producent zajedno s Nikšom Bratošem, Ivanom Popeskićem, P'eggy Martinjakom za album „Dodirni me slučajno“ Massima (nakladnik: Aquarius Records)
- 2012. – kategorija: Najbolja produkcija – kao glazbeni producent zajedno s Nikšom Bratošem, Ivanom Popeskićem, P'eggy Martinjakom za album „Dodirni me slučajno“ Massima (nakladnik: Aquarius Records)
- 2014. – kategorija: Najbolji album duhovne glazbe – kao glazbeni producent za album „Pjesma nad pjesmama“ u izvođenju raznih izvođača (nakladnik: Croatia Records)
- 2016. – kategorija: Najbolji album popularne duhovne glazbe – kao glazbeni producent za album „Kamenita vrata LIVE“ u izvođenju raznih izvođača (nakladnik: Aquarius Records)
- 2017. – kategorija: Najbolji album zabavne glazbe - kao glazbeni producent za album „Oči duše“ Tereze Kesovije (nakladnik: Dallas Records)
- 2019. – kategorija: Najbolji aranžman - kao aranžer za skladbu „Zaplesale su sjene“ Marka Tolje (nakladnik: Aquarius Records) 2020. – kategorija: Najbolji album pop glazbe – kao glazbeni producent zajedno s Goranom Kovačićem za Vannin album „Izmiješane boje“ (nakladnik: Croatia Records)
- 2020. – kategorija: Najbolji aranžman – kao aranžer za skladbu „Sutra ćemo pričati“ u izvedbi Urban&amp;4 &amp; Zagrebačka filharmonija (nakladnik: Croatia Records/Cepelin Media)
- 2020. – kategorija: Najbolji koncertni album – kao glazbeni producent zajedno s Goranom Martincem za album „Live at Lisinski“, izvođač: Urban&amp;4 &amp; Zagrebačka filharmonija (nakladnik: Croatia Records/Cepelin Media) Nagrada Hrvatskog društva skladatelja
- 2002. – nagrada „Miroslav Sedak Benčić“ za autorsko stvaralaštvo u području jazza Nagrada „Status“ Hrvatske glazbene unije  1999. – u kategoriji Jazz glazba: Nova nada hrvatskog jazza

## Ostalo
Sudjelovao je sa svojim bandom Ante Gelo band kao "kućni band" u televizijskim emisijama HRT-a "Volim Hrvatsku" (od prve sezone 2012. godine), "Satirikon" (2016./2017.) i "5.com s Danielom" (2019./2020.). Kao aranžer, instrumentalist i dio producentske ekipe emisija "A strana" i "The Voice". Često sudjeluje na humanitarnim koncertima i akcijama.

## Zanimljivosti
Nakon razornog potresa koji je pogodio Zagreb 22. ožujka 2020. godine, a na inicijativu programskog Odjela Glazbenih sadržaja HTV-a, Ante Gelo je nakon 40 godina napravio novi aranžman pjesme „Zagrebačkim ulicama“ Jadranka Črnka. U spotu su sudjelovali poznati zagrebački glazbenici i glumci poput Drage Diklića, Davora Gopca, Bojane Gregorić Vejzović, Jadranka Črnka, Vlade Kalembera i mnogih drugih. Uz aranžman Ante Gelo je u spotu svirao i gitaru. Posebnost ovog spota je što je nastao u specifičnim uvjetima izolacije u doba korona virusa pa je snimljen preko mobilnih uređaja u samo jednom danu. 
Također, u vrijeme izolacije u doba korona virusa, a u sklopu kampanje #ostajem doma Ante Gelo je zajedno s „Jutarnjim listom“ pokrenuo jedinstveni projekt „Hrvatska pjeva“. Riječ je o glazbenom on-line projektu u sklopu kojeg se putem web stranice  Jutarnji.hr, prijenosa na Facebook-u te putem HT-ova MaxTv-a i MaxTV To Go svakoga ponedjeljka mogao pratiti ekskluzivan koncert najpopularnijih hrvatskih glazbenika uz gitarističku pratnju Ante Gele. Koncerti su se emitirali iz kućne atmosfere naših glazbenika pa su se tako mogli vidjeti koncerti Petra Graše, Marka Tolje, Zorice Kondže i drugih.